# Thagona begga
Thagona begga är en fjärilsart som beskrevs av Pieter Cramer 1781. Thagona begga ingår i släktet Thagona och familjen tofsspinnare. Inga underarter finns listade i Catalogue of Life.

## Bildgalleri

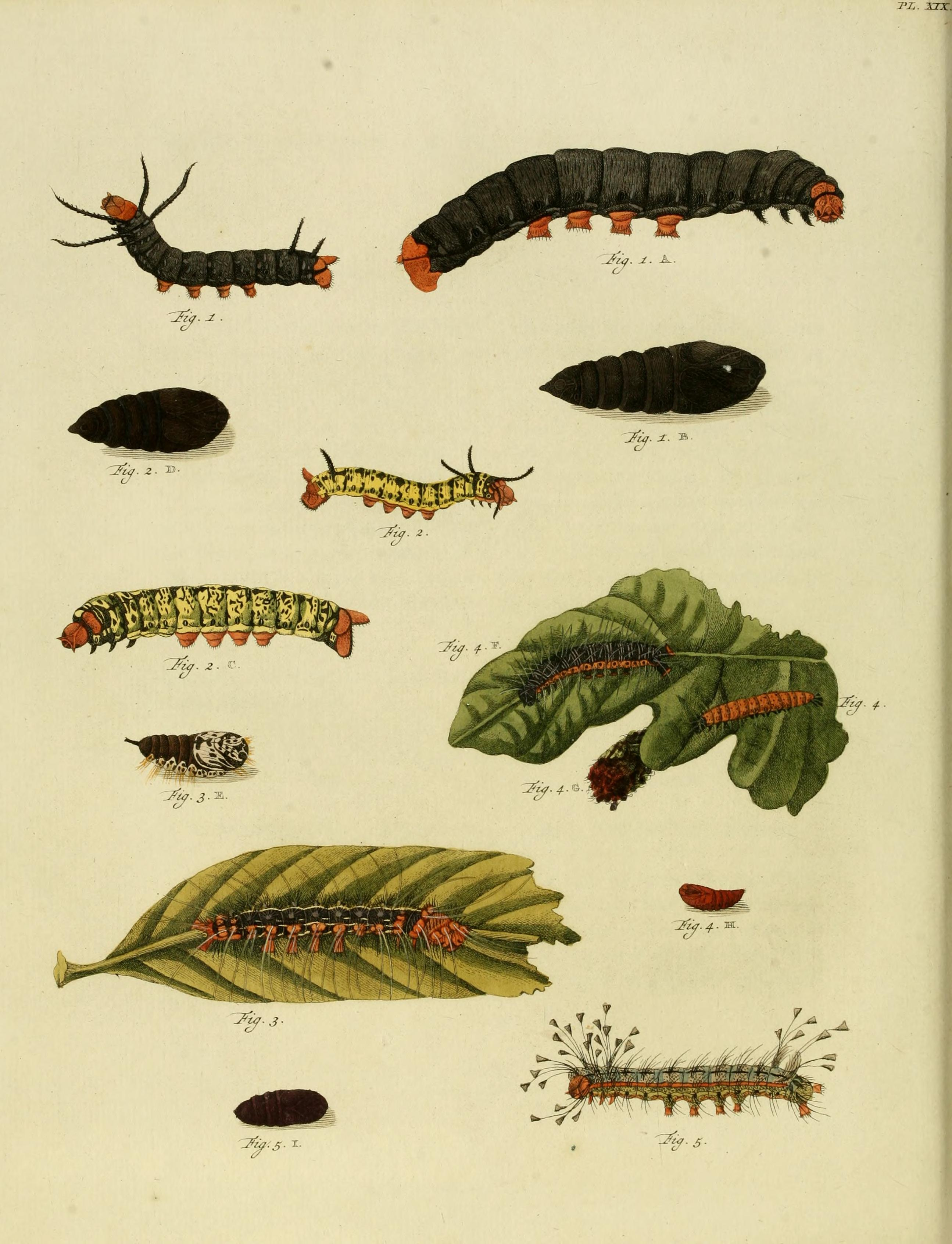
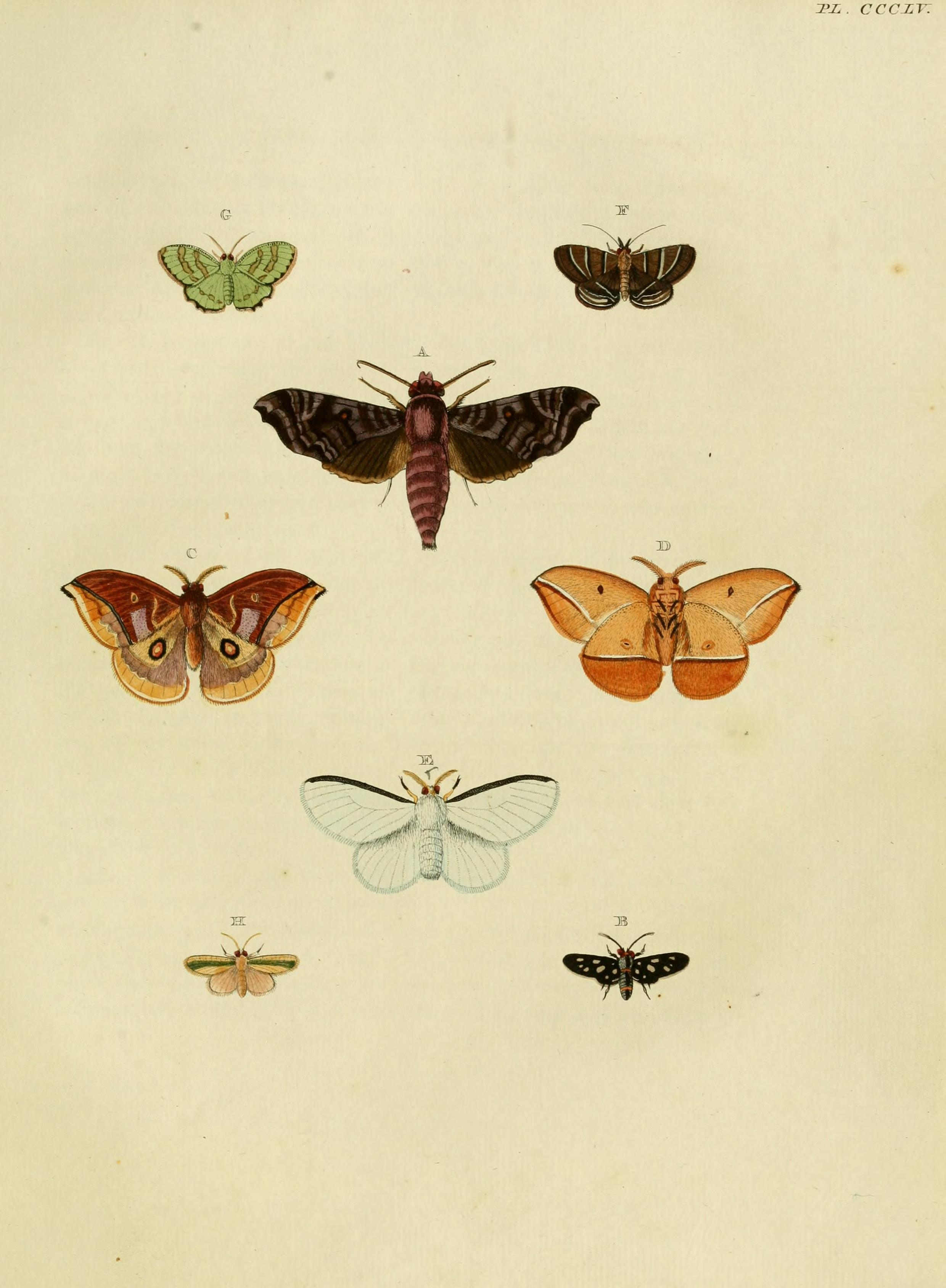